# قيادة قوة الأمن الخاصة
قيادة قوة الأمن الخاصة المعروفة محليا باسم شرطة الشغب هي هيئة إنفاذ القانون في مملكة البحرين تحت قيادة وزارة الداخلية.

## اتهامات
اتهمت شرطة الشغب بانتهاكات واسعة لحقوق الإنسان بما في ذلك التعذيب في محاولة لقمع النشاط السياسي المعارض في البحرين. كان شرطة الشغب في الخط الأمامي لحملة قمع شنتها الحكومة البحرينية على المتظاهرين خلال احتجاجات 2011 في الربيع العربي.
في نوفمبر 2007 وقعت البحرين اتفاقية تعاون مع فرنسا التي بموجبها دربت ضباط الشرطة الفرنسية نظيرتها البحرينية. مجموعة من شرطة الشغب سافرت إلى أفغانستان لتوفير الأمن لمخيم ليذرنيك الأمريكي.